# Sarcophaga slovaca
Sarcophaga slovaca är en tvåvingeart som först beskrevs av Povolny och Slameckova 1967.  Sarcophaga slovaca ingår i släktet Sarcophaga och familjen köttflugor.
Artens utbredningsområde är Slovakien. Inga underarter finns listade i Catalogue of Life.